# Limnophila angusticellula
Limnophila angusticellula là một loài ruồi trong họ Limoniidae. Chúng phân bố ở miền Australasia.